# 1898 Cowell
1898 Cowell eller 1971 UF1 är en asteroid i huvudbältet som upptäcktes den 26 oktober 1971 av den tjeckiske astronomen Luboš Kohoutek vid Bergedorf-observatoriet. Den har fått sitt namn efter den brittiske astronomen Philip Herbert Cowell.
Asteroiden har en diameter på ungefär 14 kilometer och den tillhör asteroidgruppen Themis.